# Нелюбівка
Нелю́бівка — село в Україні, у Диканській селищній громаді Полтавського району Полтавської області. Населення становить 315 осіб. До 2020 орган місцевого самоврядування — Нелюбівська сільська рада.

## Географія
Село Нелюбівка знаходиться на лівому березі річки Середня Говтва, вище за течією на відстані 2,5 км розташоване село Коротківка (зняте з обліку), нижче за течією на відстані 0,5 км розташоване село Сивці, на протилежному березі - село Андренки. По селу протікає пересихає струмок з загати.

## Історія
За даними на 1859 рік на козачому хуторі Полтавського повіту Полтавської губернії мешкало 235 осіб (116 чоловічої статі та 119 — жіночої), налічувалось 31 дворове господарство.
Станом на 1885 рік у колишньому власницькому селі Баляснівської волості Полтавського повіту Полтавської губернії, мешкало 640 осіб, налічувалось 84 дворових господарства, існували 13 млинів.
12 червня 2020 року, відповідно до розпорядження Кабінету Міністрів України № 721-р «Про визначення адміністративних центрів та затвердження територій територіальних громад Полтавської області», село увійшло до складу Диканської селищної громади.
19 липня 2020 року, в результаті адміністративно - територіальної реформи та ліквідації Диканського району, село увійшло до складу новоутвореного Полтавського району.

## Об'єкти соціальної сфери
- Школа I-II ст.